# Portaampolles
Portaampolles és una obra d'art protodadaista creada al 1914 per Marcel Duchamp, que va qualificar la peça com a ready-made, un terme que feia servir per a descriure la seua col·lecció d'objectes ordinaris i manufacturats que no solen associar-se amb l'art. Els ready-mades no tenien pas el to seriós de les obres dadaistes europees, que criticaven la violència de la Primera Guerra Mundial, i se centraven en un caràcter més absurd, triat de la indiferència visual.
L'Institut d'Art de Chicago va comprar una de les rèpliques de Portaampolles el 2018.

## Origen
Marcel Duchamp afirmà haver comprat el Portaampolles en uns grans magatzems, el Basar de l'Hôtel de Ville, a prop de l'Ajuntament de París. El Portaampolles era un típic prestatge de metall emprat per a assecar ampolles, però l'aspecte punxegut i agressiu de la peça li valgué el nom d'Eriçó. A diferència de les obres anteriors, Roda de bicicleta (1913) o Farmàcia (1913), el Portaampolles no es va modificar gens, la qual cosa el converteix en el primer exemple veritable d'un ready-made (art trobat). L'obra també tenia una inscripció gargotejada en un costat, molt semblant a la infame R. Mutt inscrita en la Font (1917), tot i que les paraules exactes continuen sent un misteri, perquè Duchamp havia oblidat la inscripció quan la va rebutjar.

## Llegat
La peça original fou rebutjada per la germana i la germanastra de Marcel Duchamp, perquè la van confondre amb escombraries, després que l'artista abandonà l'estat francés el 1914 cap als Estats Units. Tot i que la peça original ja no existeix pas, el llegat de l'obra continua viu, amb unes set rèpliques en museus destacats, com ara el Museu d'Art de Filadèlfia, el Museu Norton Simon i el Moderna Museet.
Sense cap modificació real per part de l'artista, el Portaampolles és icònic perquè és el primer ready-made (art trobat) "autèntic" de Marcel Duchamp. Si bé l'artista afirmava que els seus ready-mades, els feu sense cap raó específica, els crítics opinen que la peça té matisos sexuals de naturalesa freudiana. Suggereixen que les pues de metall representen els genitals masculins i que l'absència d'ampolles és una referència al fet que Duchamp era solter en aqueix moment, un tema que, segons afirmen, es transmet repetidament al llarg de la seua obra.